# 深山大屠殺
《深山大屠殺》（英語：The Hills Have Eyes）是一部2006年上映的美国恐怖電影，由亞歷山大·阿甲执导，与格雷戈里·勒瓦瑟共同编剧。本片是两人首次以英语拍摄影片，翻拍自韦斯·克拉文于1977年执导的同名电影。影片主演有阿隆·史丹佛、凱薩琳·昆蘭、维妮莎·肖、艾蜜莉·迪瑞文、丹·拜德、罗伯特·乔伊和泰德·拉文，讲述了一家人在沙漠中汽车抛锚后，遭遇一群食人变异人攻击的恐怖故事。
《深山大屠殺》于2006年3月10日在美国和英国院线上映，首周末在美国票房达1550万美元。影片最初因暴力血腥场面过于激烈而被评为NC-17级，后经剪辑后改为R级。未分级DVD版本于2006年6月20日发行。续集《隔山有眼2》于2007年上映。

## 剧情
退休侦探鲍勃·卡特和妻子埃塞尔为了庆祝银婚纪念，从克利夫兰驾车穿越新墨西哥州的沙漠前往聖地牙哥。同行的还有三个孩子琳恩、布伦达和鲍比，琳恩的丈夫道格和两人的女婴凯瑟琳，以及两只德國牧羊犬“美女”和“野兽”。途中，他们在一个加油站停留，年迈的加油站员工建议他们改走一条穿越山丘的路线，声称这样可以节省几个小时的时间。不久之后，他们的车胎被隐藏的钉带刺破，牵引拖车的车辆失控撞毁。
鲍勃和道格朝相反方向去寻找援助，其余人则留在拖车附近。美女逃脱，鲍比追赶牠进入山丘，却发现牠已被肢解。惊恐万分的他逃回途中从山坡上摔落，昏迷过去。胆小却善良的变异人鲁比从哥哥“望远镜”手中救下了鲍比。与此同时，鲍勃来到加油站，发现了一些关于近期核试验后矿业小镇居民失踪的新闻剪报，以及一袋失踪者的贵重物品。他质问加油站员工，对方却自杀了。鲍勃试图开走一辆废弃汽车逃生，但被变异人首领“木星爸爸”制服。
鲍比被布伦达找到。道格从通往高速公路的方向返回，他只发现一个堆满废弃车辆和物品的巨大陨坑。当木星爸爸追击他们时，鲍比向道格和琳恩讲述了自己的经历。此时，变异人“冥王星”和“蜥蜴”潜入拖车，强暴了留在车内照看凯瑟琳的布伦达。他们将鲍勃活活烧死以分散注意力。当琳恩和埃塞尔赶回时，蜥蜴开枪射杀了她们，还带走了凯瑟琳，与冥王星一同逃走。道格和鲍比返回后，琳恩和埃塞尔相继死去。
次日清晨，道格带着野兽踏上营救凯瑟琳的旅程。他穿越矿镇的洞穴系统，进入遭废弃的核试验村庄，但被“大妈妈”击晕。醒来后，他发现自己被锁在一个存放肢解尸体的冷藏箱中，设法逃脱后遇到了“大脑”，后者向他揭示了变异人的起源。冥王星现身袭击道格，但道格最终反败为胜，用冥王星的斧头杀死了他，还击毙了另一名变异人“囊肿”。大脑命令蜥蜴杀掉凯瑟琳，结果被野兽撕咬致死。鲁比设法从蜥蜴手中夺回婴儿逃入山中。
与此同时，布伦达和鲍比在拖车附近设下爆炸陷阱，当布伦达被木星爸爸攻击时将其引爆。道格追上鲁比，但在她交出凯瑟琳之际，蜥蜴现身袭击他们。经过一番搏斗，道格用囊肿的霰弹枪将蜥蜴击毙。鲁比将女婴交还给道格，随后为了保护他们，抱着尚未死去的蜥蜴一同跳下悬崖，双双坠亡。
布伦达和鲍比发现受伤的木星爸爸，布伦达用鹤嘴锄将其击杀。最后，兄妹与道格、凯瑟琳以及野兽团聚。当他们相拥而泣时，一个神秘的变异人正透过望远镜在远处窥视着他们。

## 演员
- 阿隆·史丹佛（Aaron Stanford）饰 道格·布科夫斯基（Doug Bukowski）
- 凱薩琳·昆蘭（Kathleen Quinlan）饰 埃塞尔·卡特（Ethel Carter）
- 维妮莎·肖（Vinessa Shaw）饰 琳恩·卡特-布科夫斯基（Lynn Carter-Bukowski）
- 艾蜜莉·迪瑞文（Emilie de Ravin）饰 布伦达·卡特（Brenda Carter）
- 丹·拜德（Dan Byrd）饰 鲍比·卡特（Bobby Carter）
- 汤姆·鲍尔（Tom Bower）饰 加油站店员（Gas Station Attendant）
- 比利·德拉戈（Billy Drago）饰 木星爸爸（Papa Jupiter）
- 罗伯特·乔伊（Robert Joy）饰 蜥蜴（Lizard）
- 泰德·拉文（Ted Levine）饰 鲍勃·卡特（'Big' Bob Carter）
- 迪斯蒙德·阿斯克（Desmond Askew）饰 大脑（Big Brain）
- 埃兹拉·巴辛顿（Ezra Buzzington）饰 望远镜（Goggle）
- 迈克尔·贝利·史密斯（Michael Bailey Smith）饰 冥王星（Pluto）
- 劳拉·奥尔蒂斯（Laura Ortiz）饰 鲁比（Ruby）
- 梅西·卡米列莉·普雷齐奥西（Maisie Camilleri Preziosi）饰 凯瑟琳·布科夫斯基（Catherine Bukowski）
- 格雷格·尼科特罗（Greg Nicotero）饰 囊肿（Cyst）
- 伊万娜·图尔切托（Ivana Turchetto）饰 大妈妈（Big Mama）
- 朱迪丝·简·瓦莱特（Judith Jane Vallette）饰 金星（Venus）
- 亚当·佩雷尔（Adam Perrell）饰 水星（Mercury）